# Стародубка (деревня)
Стародубка — деревня в Калачинском районе Омской области. В составе Воскресенского сельского поселения.

## История
В 1893 году на территории Сыропятской волости Тюкалинского округа Тобольской губернии Российской империи основан посёлок Стародубский. Основание ему положили переселенцы из Стародубского уезда Черниговской губернии. К ним присоединились две семьи пензенских переселенцев и шесть семей из Тульской губернии.
По сведениям, указанным в Списке населенных мест Сибирского края за 1926 год, деревня Стародубка возникла в 1895 году. В описании населенных мест Сыропятской волости Тюкалинского округа Тобольской губернии по сведениям за 1893 год поселок Стародубский не значится.
В Списке населенных мест Тобольской губернии за 1912 год в описании прихода Михайло-Архангельской церкви села Куликовское Куликовской волости Тюкалинского уезда Тобольской губернии Российской империи неоднократно упоминается поселок Стародубский. Каменная церковь построена вместо сгоревшей деревянной на средства прихожан в 1860 – 1868 годы и освящена в 1869 году. Население в Стародубском составляло 1035 душ обоего пола. Раскольников и сектантов в приходе не было, все православные. Переселенцы в поселках Стародубском и Архангельском из губерний Черниговской, Пензенской и Нижегородской.
В 1907 году в Стародубском открыто одноклассное министерское училище, обучалось 42 мальчика и 17 девочек. В поселке работало 3 мелочных лавки. В реке Омь ловилась щука, окунь, язь, налим, редко стерлядь и нельма.
В Списке населенных мест Тобольской губернии за 1912 год в Тюкалинском уезде Куликовской волости числиться: "№ 3644, Стародубский, поселок при р. Оми, на земском тракте, число жителей – 460 мужского и 414 женского пола, всего 874, школа, лавка торговая – 3, ветряная мельница – 7, кузница – 1".
В апреле 1918 года Тюкалинский уезд вошел в образованную Тюменскую губернию РСФСР, а уже летом 1919 года по решению Сибирского ревкома из 16 волостей части Тюкалинского уезда выделился Калачинский уезд, который вошел в образованную Омскую губернию.
Президиум ВЦИК от 25 мая 1925 года утвердил образование Сибирского края РСФСР в состав, которого вошел переименованный Калачинский район Омского округа. 
В этом же году организован Стародубский сельский совет рабочих, крестьянских и красноармейских депутатов Калачинского района Омского округа Сибирского края. Стародубский сельсовет был расположен на правом берегу реки Омь и состоял из двух населенных пунктов: с. Стародубка и д. Архангелка. Центром сельского совета была Стародубка.
В Списке населенных мест Сибирского края за 1926 год в составе Калачинского района Омского округа указано: "№ 906, деревня Стародубка, с.-сов., шк. 1, изб. чит., год возникновения населенного пункта – 1895, по данным переписи 1926 года – 259 хозяйств, 630 мужчин, 689 женщин, 1319 обоего пола, преобладающая национальность – русские".
В 1927 году Стародубский сельский совет вместе с населенными пунктами и землями присоединились к переименованному Архангельскому сельскому совету.
В период с июля 1930 года по декабрь 1934 года Архангельский сельский совет Калачинского района Омского округа находился в составе Западно-Сибирского края РСФСР СССР.
Постановлением ВЦИК от 7 декабря 1934 года Калачинский район передан в состав образованной Омской области РСФСР.
С декабря 1939 года в соответствии с Конституцией СССР Архангельский сельский совет стал именоваться Советом депутатов трудящихся Калачинского района Омской области.
В июле 1954 года Архангельский сельский совет ликвидирован, его территория отошла к Куликовскому сельскому совету.
1 января 2006 года образовано Воскресенское сельское поселение Калачинского муниципального района Омской области, в состав которого вошли пять населенных пунктов:  село Воскресенка, деревни Стародубка, Куликово, Кибер-Спасское, Ермак.

## Население
| 2002 | 2010 |
| ---- | ---- |
| 570  | ↘529 |